# All Over the World (Ola Svensson)
All Over the World è il decimo singolo di Ola Svensson. Musica e testo sono scritti da Alexander Kronlund, Tony Nilsson, Mirja Breitholtz e Ola Svensson.
Questa canzone ha raggiunto la terza posizione nella classifica dei singoli svedesi e ha vinto il disco d'oro in Svezia.

## Tracce
1. All Over the World (Radio Edit) – 3:37
2. Unstoppable (Versione acustica) – 4:53

## Posizione in classifica
| Classifica (2010)              | Posizione in classifica | Settimane TOT | Certificazioni |
| Classifica (2010)              | Posizione in classifica | Settimane TOT | Svezia         |
| ------------------------------ | ----------------------- | ------------- | -------------- |
| Classifica dei singoli svedesi | #3 (1 settimana)        | 2             | Oro            |